# Aegerina silvai
Aegerina silvai is een vlinder uit de familie wespvlinders (Sesiidae), onderfamilie Sesiinae.
Aegerina silvai is voor het eerst wetenschappelijk beschreven door Köhler in 1953. De soort komt voor in het Neotropisch gebied.